# Coleophora pseudolinosyris
Coleophora pseudolinosyris é uma espécie de mariposa do gênero Coleophora pertencente à família Coleophoridae.